# James Sánchez
James Amilkar Sánchez Altamiranda (Barranquilla, 4 aprile 1988) è un ex calciatore colombiano, di ruolo centrocampista.

## Palmarès

### Club

#### Competizioni nazionali
- Campionato panamense: 1

San Francisco: 2011 (C)
- Copa Colombia: 1

Atlético Junior: 2017
- Campionato colombiano: 2

Atlético Junior: 2018-II, 2019-I
- Súper Liga: 2

Atlético Junior: 2019, 2020